# 灯铧铁路
灯铧铁路，为沈大铁路灯塔站出线至铧子站的一条支线铁路，长15.6km。为沈阳铁路局的路产。在大褡裢村附近出岔至鞍钢集团矿山公司烟台粘土矿支线，长10km。现由鞍钢集团的机车和灯塔顺鑫铁运物流有限公司的DFH5机车共同使用。

## 历史
1898年，沙俄新建东清铁路南满支线（即今沈大线）的同时修建了烟台站至磨脐山的支线铁路15.6km。烟台站即今沈大铁路灯塔站。磨脐山即今位于铧子镇的沈阳矿务局烟台煤矿。该支线用于运出烟台煤矿的煤炭用于铁路机车用煤。1905年9月5日日俄战争结束后签署《朴次茅斯 条约》，沙俄将该支线铁路和煤矿无条件让与日本，并入南满洲铁道株式会社。后成为满铁的抚顺炭矿烟台采炭所。1959年建设烟台粘土矿支线，铧子新生水泥厂、灯塔县水泥厂、铧子乡水泥厂等20家企业也共用该线。